# Бьяджо, Клаудио
Кла́удио Дари́о Бья́джо (исп. Claudio Darío Biaggio; род. 2 июля 1967[…], Санта-Роса) — аргентинский футболист, выступавший на позиции нападающего; тренер.

## Биография
Клаудио Бьяджо начал карьеру футболиста в команде из родного города Санта-Росы «Хенераль Бельграно» в 1986 году. В 1989 году выступал за команду «Олл Бойз» из того же города. Затем аргентинец перешёл в уругвайский «Пеньяроль». За «ауринегрос» Бьяджо в чемпионате Уругвая не играл, но провёл несколько матчей в Лигилье.
С 1990 года выступал за «Данубио». В 1992 году провёл успешный сезон за «дунайцев», и в начале 1993 года к нападающему возник интерес со стороны ведущих клубов Аргентины. Первым интерес проявил «Индепендьенте», предложивший за трансфер 400 тыс. долларов. Однако в итоге в середине года Бьяджо перешёл в «Сан-Лоренсо де Альмагро».
С «Сан-Лоренсо» связаны лучшие периоды в карьере Клаудио Бьяджо. За два периода пребывания в стане «красно-синих» (1993—1996 и 1997—1999 гг.) «Пампа» в 169 матчах Примеры забил 65 голов. В 1995 году единственный раз в своей карьере стал чемпионом Аргентины благодаря победе в Клаусуре. Наконец, 21 декабря 1995 года Бьяджо сыграл свой единственный матч за сборную Аргентины — «альбиселесте» в товарищеском матче разгромила Венесуэлу со счётом 6:0, а Бьяджо провёл на поле 77 минут, после чего его заменил Марсело Дельгадо. В сезоне 1996/97 выступал во Франции за «Бордо».
С 1999 по 2001 год выступал за «Колон». Впоследствии менял команды разных стран (Япония, Эквадор, Боливия, Уругвай, Аргентина) в среднем раз за год. Последним успешным сезоном Бьяджо стал 2003 год, когда аргентинец забил за «Ориенте Петролеро» 13 голов в 15 матчах чемпионата Боливии. С 2005 по 2010 год выступал только за полулюбительские команды из низших дивизионов Аргентины.
В 2014 году Бьяджо стал тренировать резервистов «Сан-Лоренсо». В следующем году привёл их к победе в чемпионате Аргентины среди дублирующих составов клубов Примеры. 22 сентября 2017 года руководство «Сан-Лоренсо де Альмагро» назначило Клаудио Бьяджо исполняющим обязанности главного тренера основного состава вместо уволенного уругвайца Диего Агирре. Впоследствии «Пампа» стал руководить командой на постоянной основе. 28 февраля 2020 года Бьяджо возглавил клуб «Чакарита Хуниорс».

## Титулы и достижения
В качестве игрока
- Чемпион Аргентины (1): 1995 (Клаусура)

В качестве тренера дублёров
- Победитель чемпионата Аргентины среди дублёров клубов Примеры (1): 2015